# Aleksandra Razariónova
Aleksandra Guermanovna Razariónova –en rus, Александра Германовна Разарёнова– (Leningrad, 17 de juliol de 1990) és una esportista russa que competeix en triatló, guanyadora de tres medalles al Campionat Europeu de Triatló entre els anys 2012 i 2016.

## Palmarès internacional
| Campionat Europeu | Campionat Europeu  | Campionat Europeu | Campionat Europeu |
| Any               | Lloc               | Medalla           | Prova             |
| ----------------- | ------------------ | ----------------- | ----------------- |
| 2012              | Eilat ( Israel)    | 1                 | Relleu mixt       |
| 2013              | Alanya ( Turquia)  | 2                 | Relleu mixt       |
| 2016              | Lisboa ( Portugal) | 2                 | Relleu mixt       |